# Rabanne (дом моды)
Rabanne, ранее известный как Paco Rabanne — французский дом высокой моды, основанный в 1966 году испанским модельером Пако Рабаном, получившим французское гражданство.

## История
В 1968 году было подписано лицензионное соглашение на выпуск парфюмерии с Puig. В 1986 году дом моды Rabanne был приобретён компанией Puig. В 1999 году линия высокой моды была закрыта. В декабре 2004 года креативным директором бренда Rabanne был назначен Патрик Робинсон.
В конце 2016 года в Париже на улице 12 Rue Cambon был открыт магазин площадью 60 м2. 3 марта 2020 года по адресу 54 Rue du Faubourg Saint-Honoré также был открыт магазин, который, однако, был закрыт в 2022 году.
В ноябре 2021 года было объявлено, что сеть откроет флагманский магазин площадью 153 м2 по адресу 39 Avenue Montaigne вместо Nina Ricci. Магазин был открыт в январе 2022 года.
Надя Дуиб была назначена генеральным директором брендов в апреле 2022 года после работы в Galeries Lafayette. В интервью Vogue Arabia она заявила, что хотела бы помочь создать единый стиль от модных до парфюмерных брендов, а также расширить аудиторию брендов.
В 2023 году бренд был переименован с Paco Rabanne в Rabanne. Параллельно была выпущена косметика Rabanne, которая стала продаваться в магазинах Selfridges, Sephora и Ulta. Также была создана коллекция совместно с H&M.

## Креативные директора

### Подразделение готовой одежды (с 1990 года)
- Кристоф Декарнен (1993—1999)
- Орельен Трембле (1993—1999)
- Пако Рабан (1999)
- Розмари Родригес (2000—2004)
- Патрик Робинсон (2004—2007)
- Маниш Арора (2011—2012) (Женская одежда)
- Лидия Маурер (2012—2013)
- Жюльен Доссена (с 2013 года)[10]

### Отдел моды
- Пако Рабан (1966—1999)

## Парфюмерия
В 1968 году Пако Рабан и Пуч начали работать вместе, и в 1969 году был выпущен первый аромат Paco Rabanne «Calandre».
Аромат «1 Million», выпущенный в 2008 году, стал последним ароматом, в разработке которого участвовал Пако Рабан. С момента выпуска он стал самым популярным мужским ароматом Rabanne и одним из самых популярных ароматов в мире. В 2022 году журнал Women's Wear Daily включил этот аромат в список 100 лучших ароматов. С момента выпуска «1 Million» были выпущены другие версии аромата, в том числе 1 Million Privé (2016), 1 Million Lucky (2018), 1 Million Parfum (2020), 1 Million Elixir (2022), 1 Million Royal (2023), 1 Million Golden Oud (2023). В 2010 году была выпущена женская версия аромата под названием «Lady Million». В 2014 году был выпущен аромат «Lady Million Eau My Gold!», за которым в 2015 году последовал «Lady Million Merry Millions!». Другие ароматы — Lady Million Privé (2016), Lady Million Lucky (2018), Lady Million Empire (2019), Lady Million Fabulous (2021) и Lady Million Royal (2023). Наряду с этим в сотрудничестве с Monopoly и Pac-Man были выпущены ароматы 1 Million и Lady Million.
В 2015 году в производство были запущены ароматы Olympéa. Вариации: Olympéa Aqua (2016), Olympéa Legend (2019), Olympéa Blossom (2021), Olympéa Solar (2022) и Olympéa Flora (2023). Бренд Fame был запущен в 2022 году с рекламой Campigan с участием актрисы Эль Фэннинг, а в 2023 году в производство был запущен аромат Fame Blooming Pink. Аромат «Phantom» был запущен в производство в 2021 году. В 2013 году начался выпуск ароматов Invictus. Вариации: Invictus Legend (2019), Invictus Victory (2021), Invictus Platinum (2022) и Invictus Victory Elixir (2023). Другие ароматы: Paco Rabanne Pour Homme (1973), XS (1994), Ultraviolet (1999), Black XS (2005), Pure XS (2017) и так далее.